# Torrö (naturreservat)
Torrö är ett naturreservat i södra delen av Östergötlands skärgård i Valdemarsviks kommun i Östergötlands län.
Området är naturskyddat sedan 2008 och är 1 086 hektar stort. Reservatet omfattar ön Torrö och ett fyrtiotal andra öar. Reservatets natur består på de flesta av öarna av hällmarkstallskog.